# Harpoceras
Harpoceras is een uitgestorven geslacht van mollusken, dat leefde tijdens het Vroeg-Jura.

## Beschrijving
Deze ammoniet had een afgeplatte, matig involute schelp, die een scherpe, ventrale kiel bevatte. De zijkanten waren bezet met goed waarneembare, sikkelvormige ribben. De golvende mondrand was aan de ventrale zijde uitgetrokken tot een kort rostrum.
De diameter van de schelp bedroeg ongeveer 12 cm.